# 阿卡尔科特
阿卡尔科特（Akkalkot），是印度马哈拉施特拉邦Solapur县的一个城镇。总人口38218（2001年）。

## 人口
该地2001年总人口38218人，其中男性19364人，女性18854人；0—6岁人口5367人，其中男2783人，女2584人；识字率63.29%，其中男性为73.36%，女性为52.94%。